# Barrage de Couzon
Le barrage de Couzon est situé dans le département de la Loire, sur la commune de Châteauneuf, en France.
Cet ouvrage remarquable pour l'époque est un des premiers barrages-poids et un des plus anciens barrages de France.

## Histoire
Dès 1787, la Compagnie du Canal du Rhône à la Loire, fondée par François Zacharie, décida de construire un grand barrage dans la vallée du Couzon afin d'augmenter le volume du canal, le Gier étant trop irrégulier en débit. 
À la suite de l'instabilité politique de la France après la révolution de 1789, le barrage du Couzon ne put être achevé que sous la Restauration. 
Des fuites importantes provenant de fissures dans le barrage s'étaient déclarées dans le mur central dès la mise en eau. Le débit des fuites s'élevait, au maximum, à 66 litres par seconde, soit près de 6 000 m3 par jour, le barrage étant plein. Un projet de grosses réparations a donc été dressé par les ingénieurs des Ponts et Chaussées en 1894, approuvé par l'administration supérieure, et mis à exécution en 1895-1896. À l'issue de ces réparations, les fuites ne s'élèvent plus qu'à 3,5 litres par seconde. Le coût de l'ensemble de ces réparations n'a pas dépassé 50 000 Francs. 
À l'issue de sa construction, ainsi que la présence du canal, la vocation du barrage et de sa retenue d'eau était de permettre à la vallée du Gier et à Châteauneuf de connaître la révolution industrielle grâce à l'énergie hydraulique. L'activité du canal ayant cessé au début du XIXe siècle, le barrage fut racheté à l'État par la ville de Rive-de-Gier.